# Philoganga robusta
Philoganga robusta is een libellensoort uit de familie van de Philogangidae, onderorde juffers (Zygoptera).
De wetenschappelijke naam van de soort is voor het eerst geldig gepubliceerd in 1936 door Navás.